# Il mare (Zucchero Fornaciari)
Il mare, più conosciuto come Il mare impetuoso al tramonto..., è un singolo di Zucchero Fornaciari del 1989, estratto dall'album Oro incenso e birra. Il titolo completo originale riportato nel disco è Il mare impetuoso al tramonto salì sulla Luna e dietro una tendina di stelle...

## Descrizione
Simile alla precedente Solo una sana (e consapevole libidine salva il giovane dallo stress e dall’Azione cattolica), è un misto tra blues e rock. Esso verrà riproposto negli album dal vivo Live at the Kremlin, e Live in Italy, nonché nelle raccolte All the Best e Wanted (The Best Collection). Inoltre nell’album del 2004 Zu & Co. ne è presente una versione con il chitarrista Brian May.